# Thomson Reuters
Thomson Reuters is een Canadees-Amerikaanse multinational met een omzet van $12,9 miljard Amerikaanse dollar en winst van $1,5 miljard dollar (2009). Het fusiebedrijf ontstond in 2008, toen het van oorsprong Canadese bedrijf Thomson de nieuwsdienst Reuters opkocht. Thomson Reuters staat genoteerd aan de Toronto Stock Exchange en de New York Stock Exchange, en maakt deel uit van de S&P/TSX 60-index van de Toronto Stock Exchange.
Thomson Reuters is gespecialiseerd in informatiediensten en -producten, vooral in de financiële, juridische, fiscale, medische en wetenschappelijke sectors. Het bedrijf heeft ruim 55.000 werknemers in dienst in meer dan 100 landen. Het hoofdkwartier bevindt zich in het Reuters-gebouw aan Times Square in New York.
Belangrijke concurrenten zijn het Brits-Nederlandse bedrijf Reed Elsevier (vooral in de juridische, medische en wetenschappelijke sector), het Amerikaanse bedrijf Bloomberg L.P. (in de financiële sector) en het Britse bedrijf Pearson PLC (tevens in de financiële sector).
In een ranglijst van de 100 sterkste merken wereldwijd stond Thomson Reuters in 2009 op de 40e plaats. In 2008 stond het op de 44e plaats. In een ranglijst van de sterkste merken in Canada stond Thomson Reuters in 2010 op nummer één.
Chairman van het bedrijf is David Thomson, kleinzoon van de oprichter van Thomson, Roy Thomson. De Thomson-familie heeft meer dan 50% van de aandelen van Thomson Reuters in handen, via de in Toronto gevestigde holding The Woodbridge Company. David Thomson en zijn familie zijn de rijkste familie van Canada, met een vermogen van naar schatting $19 miljard Amerikaanse dollar (2010). Wereldwijd staat de familie Thomson op de 20e plaats in een ranglijst van de rijksten ter wereld.

## Geschiedenis
The Thomson Company werd gevestigd door de Canadese mediabaron Roy Thomson in 1934 als krantenuitgeverij. In 1953 kocht hij de Schotse krant The Scotsman en verhuisde naar het Verenigd Koninkrijk, waar hij eigenaar werd van de landelijke kranten The Sunday Times en The Times. In 1965 kocht hij de Britse luchtvaartmaatschappij Britannia Airways, nu Thomsonfly.
Na de dood van Thomson in 1976 richtte het bedrijf zich op uitgeverijsector met de aankoop van de juridische uitgeverij Sweet & Maxwell in 1987, gevolgd door de juridische uitgeverij West in 1996.
Het huidige bedrijf werd gevormd in 2008, nadat Thomson de Britse nieuwsdienst Reuters opkocht. Via een fusie met de Reuters Group op 17 april 2008 ontstond het nieuwe bedrijf Thomson Reuters. In 2009 trokken Thomson en Reuters hun aparte noteringen aan de London Stock Exchange en NASDAQ terug en kregen een gezamenlijke notering aan de Toronto Stock Exchange en de New York Stock Exchange.